# Pterorthochaetes brevis
Pterorthochaetes brevis is een keversoort uit de familie Hybosoridae. De wetenschappelijke naam van de soort is voor het eerst geldig gepubliceerd in 1875 door Sharp.